# 卞壼

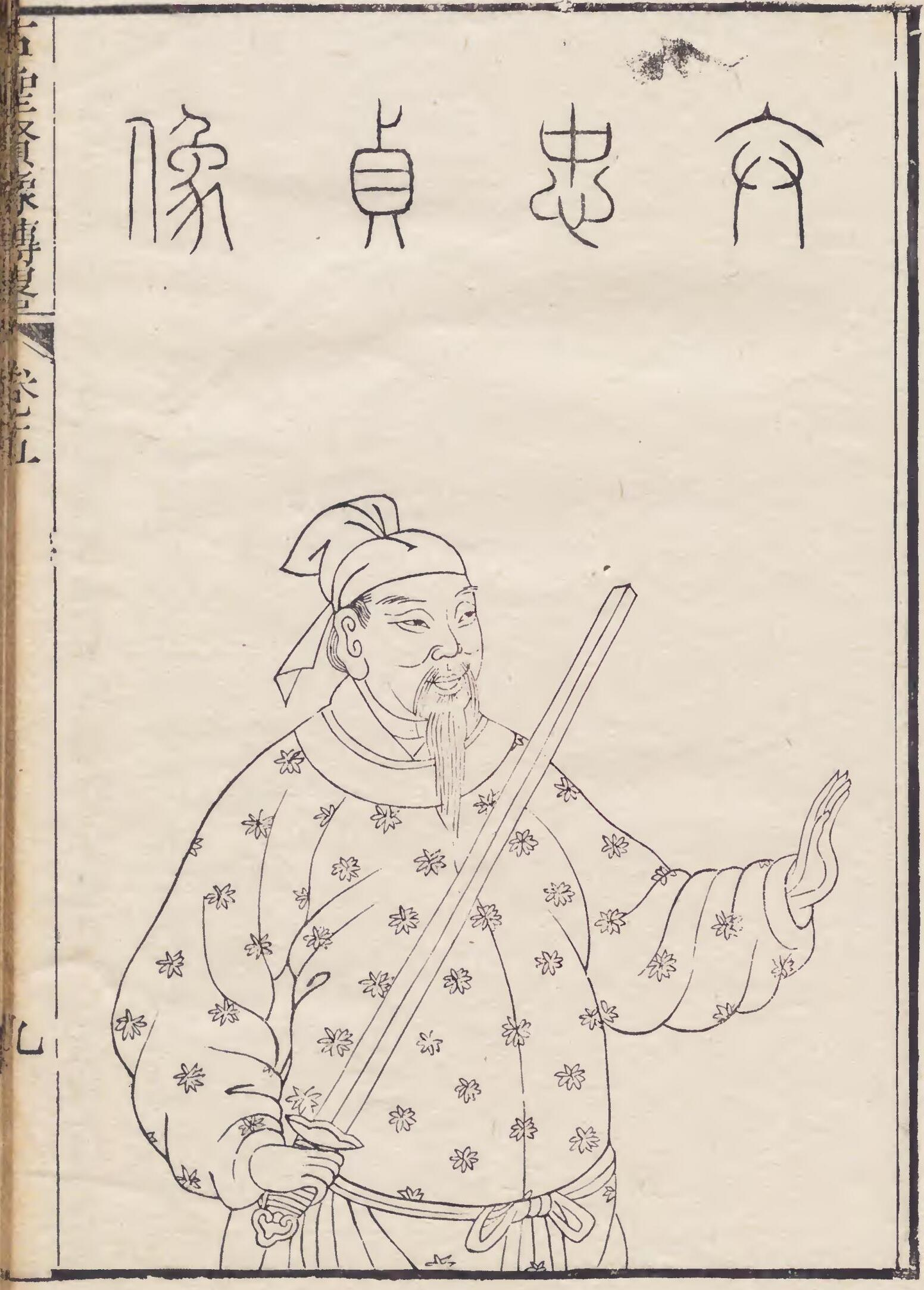
卞壼

卞 壼（べん こん、281年 - 328年）は、中国西晋・東晋の政治家・武将。字は望之。済陰郡冤句県（現在の山東省菏沢市牡丹区）の出身。

## 生涯
卞粋の長男として済陰郡冤句県に生まれる。父の卞粋は「卞氏六龍」と呼ばれた秀才であったが、卞壼も成人する頃には既に名声があり、斉王司馬冏から辟召があったがこれには応じなかった。太安2年（303年）に八王の乱に巻き込まれた父が長沙王司馬乂に誅殺されると、身の危険を感じ帰郷したが、永嘉年間中に再び朝廷に召し出されて著作郎となり、父に贈られた成陽公の爵位も継いだ。永嘉の乱で前趙に洛陽が陥落させられると、卞壼は徐州刺史裴盾の元に落ち延び、裴盾は自身の代理として広陵相を卞壼に与えた。
やがて建康にて司馬睿が元帝として即位して東晋が建国されると、卞壼は召喚されて従事中郎となった。後に皇太子司馬紹（後の明帝）の長史となったが、母の服喪の為に一時期職を辞する。やがて復帰すると太子中庶子、後に散騎常侍に転じ、侍講東宮。更に後に太子詹事・御史中丞そして吏部尚書と累進した。太寧2年（324年）には王敦の乱で中将軍を加えられて戦を指揮し、王含の軍勢を相手取って防戦をして功があり、戦後に建興県公に封ぜられたが、すぐに領軍将軍に転じた。
同年に明帝の病が重篤となると、明帝に庾亮・王導・郗鑒・温嶠・陸曄らと共に皇太子司馬衍（後の成帝）を補佐するように遺訓を賜った。明帝が崩御すると顧命により右将軍・給事中・尚書令となり、成帝政権下で庾亮と共に朝政を内覧する立場となる。ただ、卞壼は戦で受けた背中の傷の具合が悪く、度々辞任を要求していたものの受け入れられなかった。
咸和2年（327年）には光禄大夫・散騎常侍。同年に庾亮が北の大軍閥となっていた蘇峻の軍権剥奪を画策して大司農任命を行おうとすると、卞壼は「蘇峻は強兵であるので反乱を起こされれば勝てない」と強く反対したが、庾亮をこれを受け入れずに蘇峻を大司農に任命した。卞壼はこの策は失敗すると確信しており、庾亮に従って平南将軍として出鎮し蘇峻に備えた温嶠の身を案じていたが、果たして卞壼の懸念通り、蘇峻は朝廷に反乱を起こし蘇峻の乱が起きた。乱が起きると尚書令に復し、右衛将軍に任じられる。
咸和3年（328年）、蘇峻が東陵口まで迫ると卞壼は仮節・領軍将軍・給事中・都督大桁東諸軍事となって西陵で郭黙・趙胤らと蘇峻を迎え撃ったが手痛い敗戦を喫し、退却した。更に蘇峻が青渓まで迫った際も卞壼は迎撃に出たが、火計を用いた蘇峻の前に再び大敗して、子の卞眕・卞盱共々玉砕して果てた。享年48。翌咸和4年（329年）に蘇峻の乱が鎮圧されるとその忠節に報いて、朝廷より侍中・驃騎将軍・開府儀同三司が贈られる。諡は忠貞とされた。

## 墓地

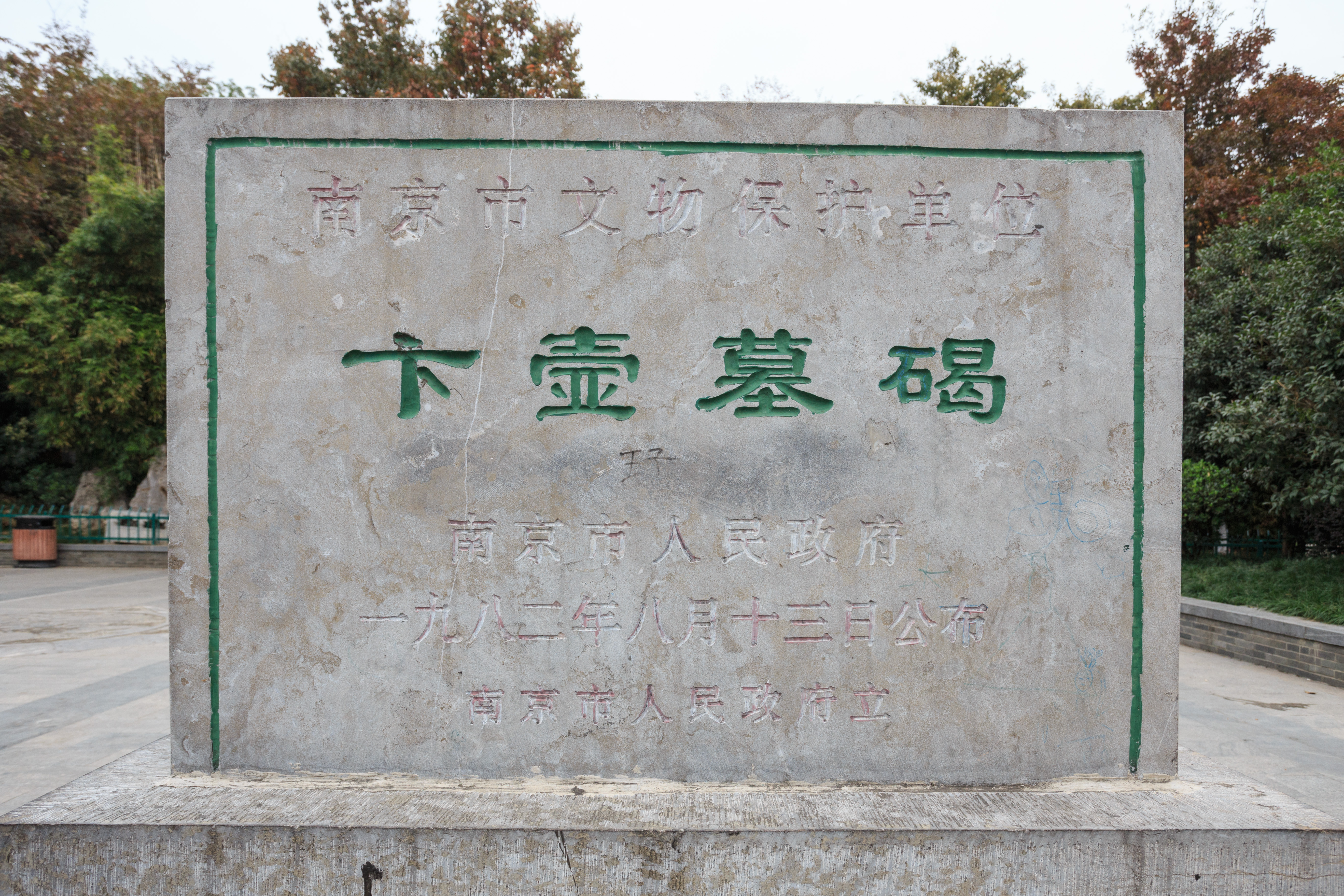
卞壼墓所

南京市朝天宮に北宋時代に整備された卞壼の墓所は現存している。
1982年に南京市文化遺産に登録された。

## 逸話
- 『三十国春秋』によると、没後85年経った義熙9年（413年）に卞壼の墓を暴いた者がいたが、その時に卞壼の死体は腐敗しておらずにまだ生きているような外見を保ち、爪が樹根のように背中まで伸びていたという。

## 伝記資料
- 『晋書』巻70 列伝第40
- 『資治通鑑』
- 『太平御覧』引『三十国春秋』